# Góra Świętej Anny (Opole)
Góra Świętej Anny (Duits: Sankt Annaberg, Nederlands: Sint Annaberg) is een dorp in het Poolse woiwodschap Opole, in het district Strzelecki. De plaats maakt deel uit van de gemeente Leśnica en telt 580 inwoners. De gemeente Leschnitz is sinds 2008 officieel tweetalig Duits-Pools.
In St. Annaberg bevond in de Tweede Wereldoorlog een arbeitslager (werkkamp), waar vooral Joodse (waaronder Nederlandse) gevangenen dwangarbeid moesten verrichten. Dit kamp was een onderdeel van de Duitse Organisation Schmelt. Tegenover dit kamp bevond zich het hoofdkwartier van deze Organisation Schmelt.

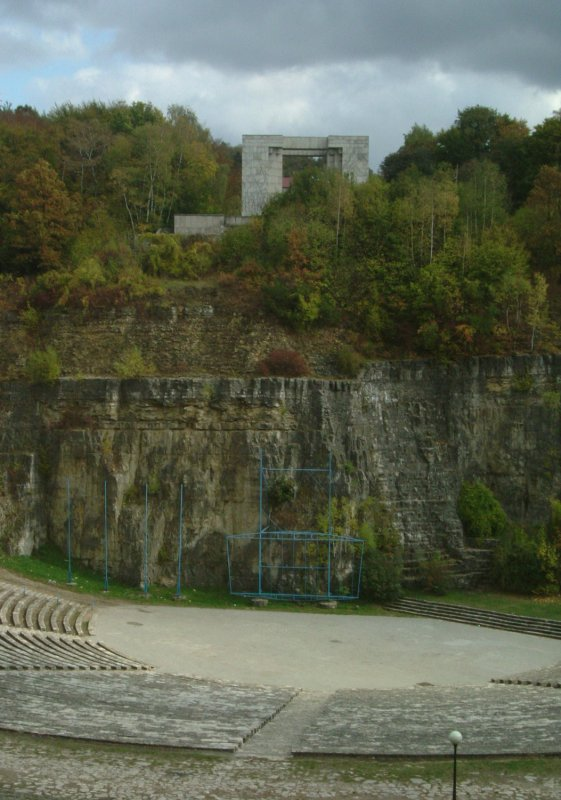
Amfiteatr na Górze Św. Anny

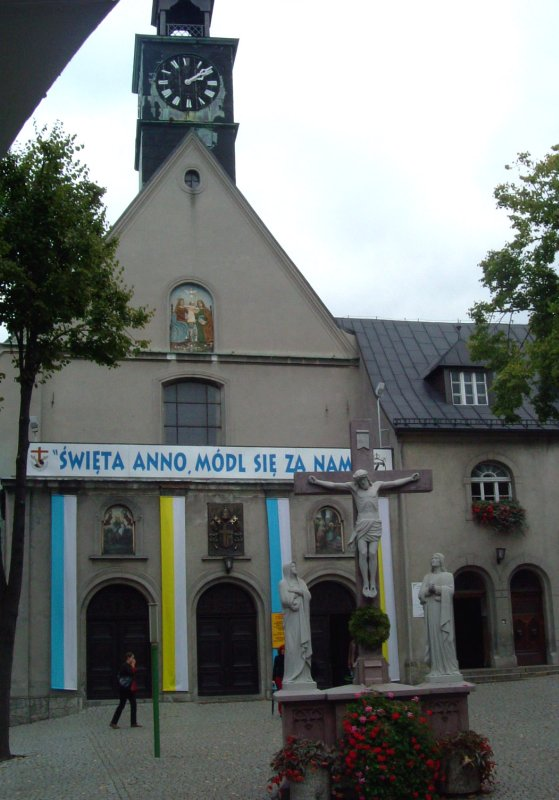
Kościół klasztorny na szczycie Góry Św. Anny